# Akasses
Els akasses són els membres de la tribu akassa, que són membres del grup humà dels ijaws. Els Akasses viuen a l'estuari del riu Nun i a la costa de l'oceà Atlàntic, al sud de l'estat de Bayelsa, a Nigèria. Entre els assentaments akassa hi trobem: Opu-Akassa, Sangana i Kamatoru.

Els akasses parlen un dialecte de l'ijo del sud-est, que és una llengua ijo oriental.

## Institucions akassa
La Akassa Community Development Foundation és una organització que vetlla pels interessos del regne Akassa i que té representants de les 19 comunitats akassa. Està relacionat amb la companyia petroliera Statoil Nigeria i amb l'ONG Pro-Natura (Nigèria).
Altres associacions akassa són: 
- Akassa National Council of Chiefs.
- Akassa Clan Women Association.[4]
- Akassa Clan Youth Association.
- Akassa Clan Development Council Akassa National Education Consultative Committee.
- Akassa National Health Consultative.
- Akassa Natural Resources Unit.
- Akassa National Skills Training and Resource Centre Commitee.